# Plži
Plži (Gastropoda), dříve též břichonožci, hovorově známi jako šneci a slimáci, jsou třída bezobratlých živočichů z kmene měkkýšů. Zástupci plžů se vyskytují ve sladkých vodách, v mořích i na souši.
Jedná se o extrémně velkou a diverzifikovanou skupinu živočichů s více než 65 tisíci popsanými druhy.

## Systematika
Bylo popsán více než 65 tisíc recentních druhů, avšak celkový počet druhů plžů může překročit 100, možná i 150 tisíc.
Plži se mohou dělit na vodní a suchozemské. Podle tradičního systému se plži dělí na předožábré, zadožábré a plicnaté. Předožábří mají žábry před srdcem a nacházejí se v plášťové dutině (část těla, která komunikuje s vnějším prostředím), zadožábří potom až za srdcem. Plicnatí plži mají plicní vaky, které vznikly prokrvením plášťové dutiny.
Existuje vícero systémů plžů:
- Taxonomie plžů (Ponder & Lindberg, 1997)[4] stále odráží klasifikaci dle Linného (s taxonomickými kategoriemi) a mnoho systémů v publikacích i na internetu ji stále používá. Byly stanoveny nové podtřídy Eogastropoda a Orthogastropoda.
- Taxonomie plžů (Bouchet & Rocroi, 2005)[5] novější systém pro klasifikaci plžů. Pro taxony nad kategorií nadčeleď používá nekategorizované klady, přesto však je de facto standardem.
- Taxonomie plžů (Bouchet et al., 2017)[6] představuje nejnovější taxonomický systém plžů.

## Popis
Schránka plžů se nazývá ulita, která se skládá z jedné části, je většinou spirálovitě stočená a je vylučována z kožních záhybů na hřbetě.
Nemají žádné končetiny. Pohybují se pomocí svalnaté nohy. Orgány mají uschované v útrobním vaku. Potravu rozřežou pomocí jazykové pásky, která připomíná pilu.

Schéma anatomie plicnatého plže - hlemýžď kropenatý
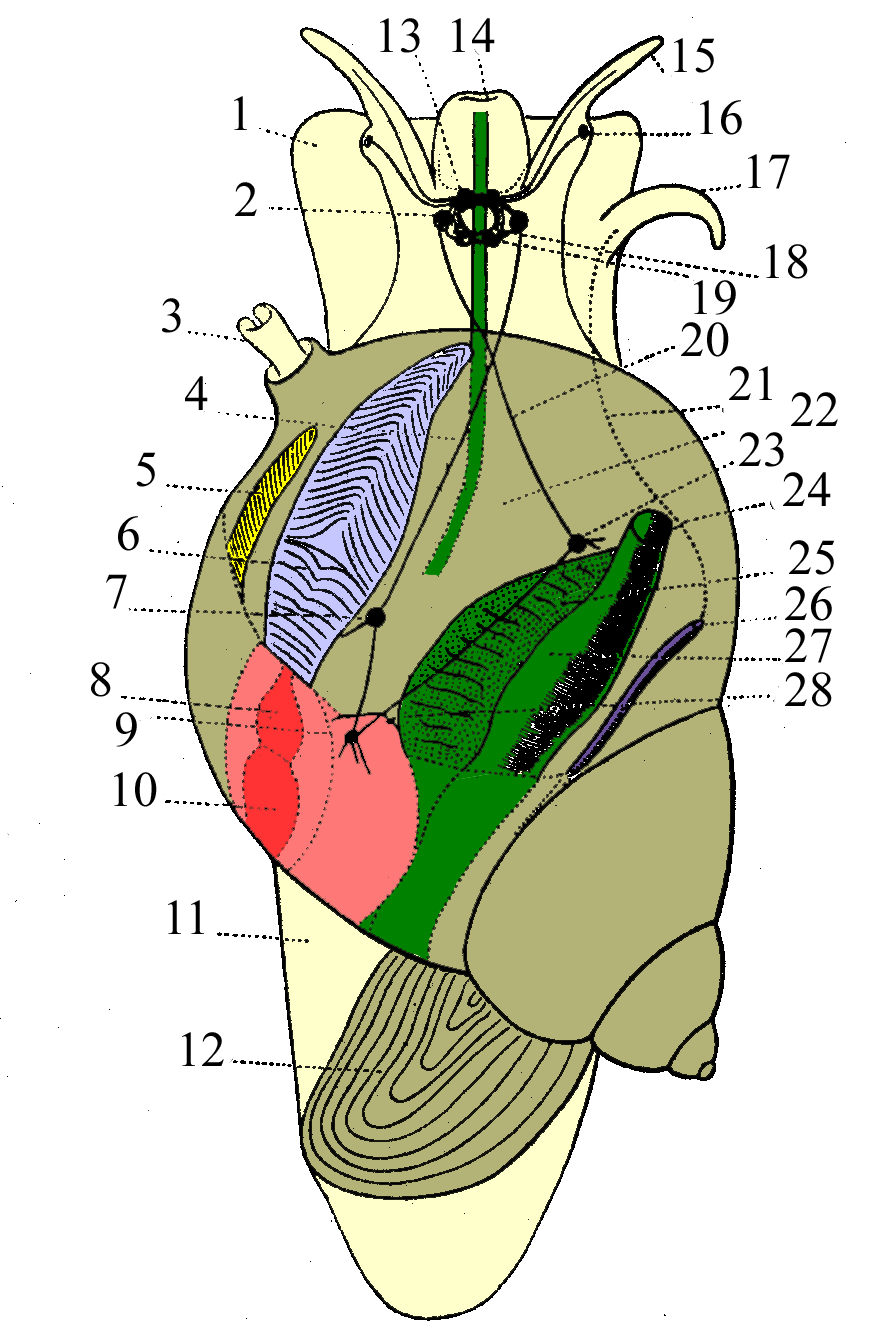
Schéma anatomie samce předožábrého plže
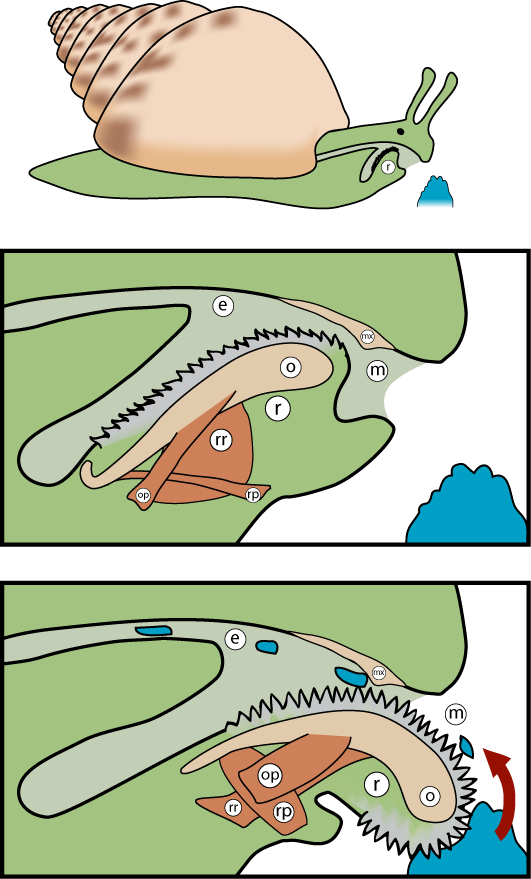
Schéma raduly plže

## Anatomie a fyziologie

### Stavba těla

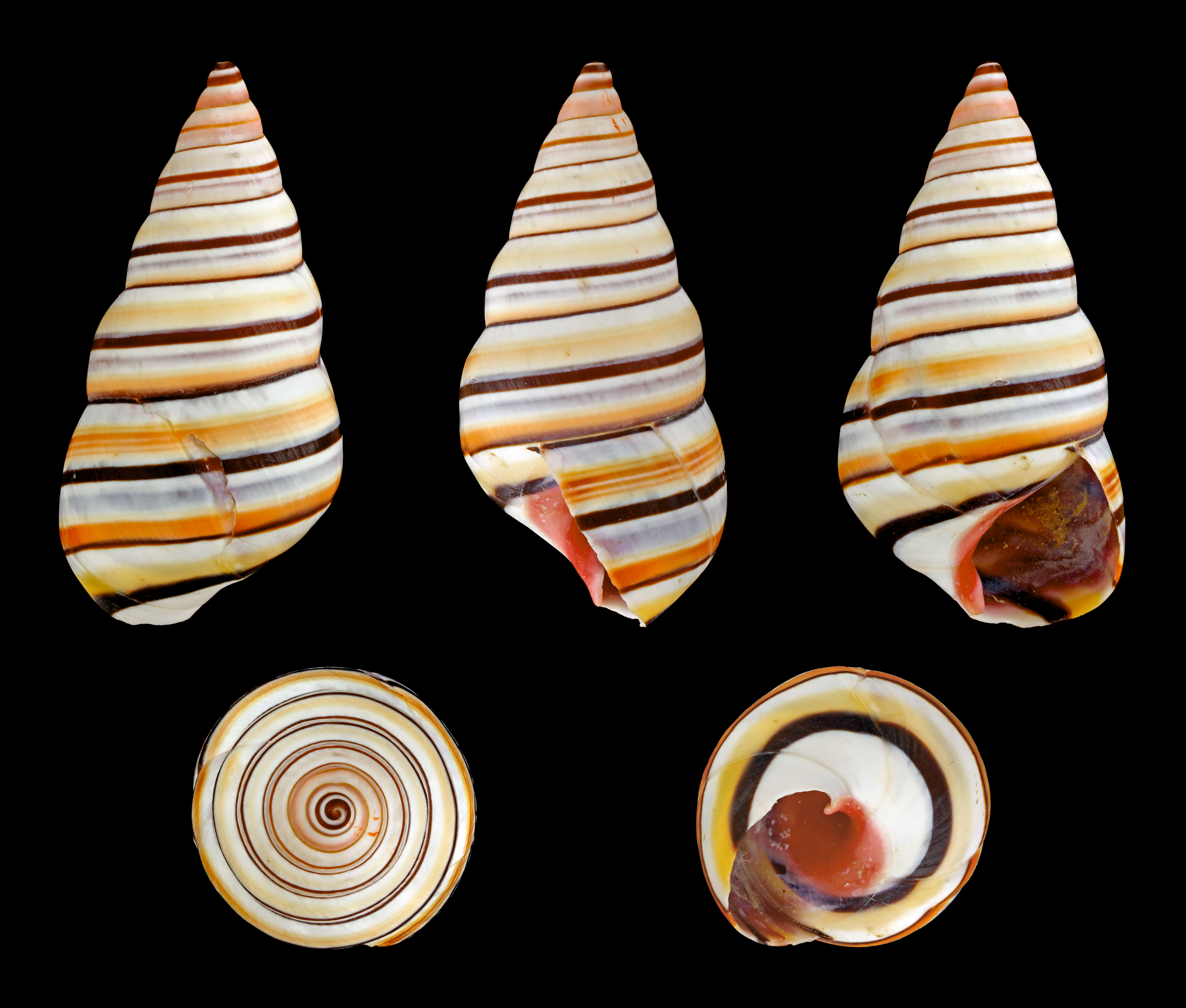
Ulity sultánky antilské

Měkké nečlánkované tělo bez končetin, které je pokryté jednovrstevnou pokožkou.
Má mnoho slizových žláz. Tělo se skládá ze svalnaté nohy, útrobního vaku a hlavy s jedním či dvěma páry tykadel (pár tykadel slouží jako hmatový orgán, oči jsou u jejich báze, v případě dvou párů jsou na delších tykadlech miskovitá očka, kratší mají funkci hmatovou). Měkké tělo bývá zpravidla kryto nepárovou schránkou (ulitou).

### Rozměry
Rozměry plžů jsou vysoce variabilní a sahají od jednoho milimetru až takřka do pojeden metr. Vůbec jedním z nejmenších plžů je jihočínský suchozemský šnek Angustopila dominikae, jehož ulita je vysoká méně než 1 mm (holotyp druhu má ulitu vysokou jen 0,86 mm). Největším žijícím druhem plže s ulitou je trumpetovka australská (Syrinx aruanus), jejíž ulita může v krajních případech měřit až 91 centimetrů. Největší druh nahého plže je zej kravský (Aplysia vaccaria), který může dosahovat délky až 99 cm a váhy 14 kg.

### Dýchací soustava
Dýchají pomocí žaber (předožábří a zadožábří), u některých druhů se druhotně vyvinul plicní vak (plicnatí).

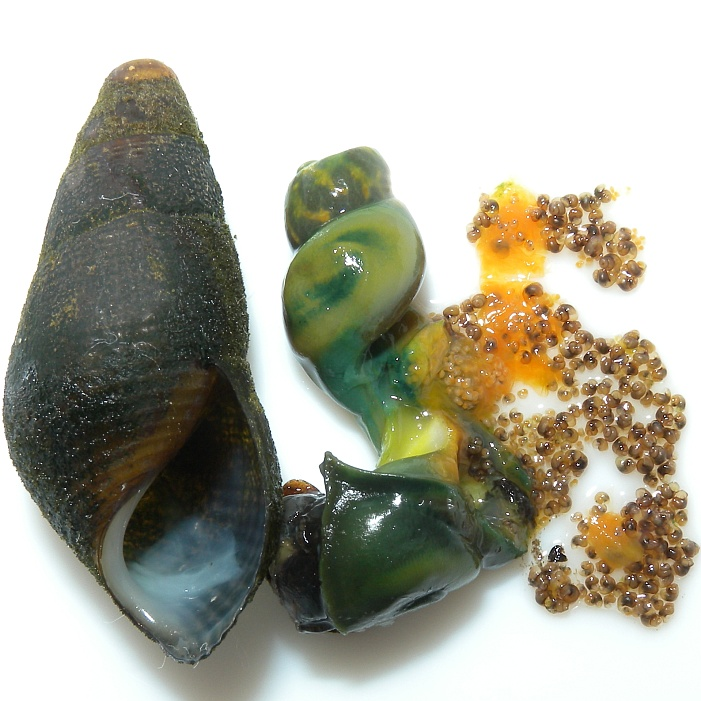
Embrya plže Semisulcospira libertina

### Cévní soustava
Je otevřená a je zde hustá síť tepen, žil a vlásečnic. Mají srdce s jednou předsíní a jednou komorou.

### Nervová soustava
Tvořena párovými gangliemi neboli uzlinami. Uzliny jsou propojeny nervovými vlákny. Nervová vlákna vedou také do smyslových orgánů, například očí.

### Rozmnožovací soustava
Jsou to hermafrodité i gonochoristé. Vývoj je přímý (z vajíček se líhnou malí jedinci podobní dospělcům – např. u suchozemských druhů) i nepřímý (z vajíček se líhnou larvy nepodobné dospělcům, které musí prodělat metamorfózu, čili přeměnu – např. u mořských plžů)